# Satir iliti divlji čovik
Satir iliti divlji čovik je djelo Matije Antuna Reljkovića koje opisuje nemarnost ljudi i njihovu izgubljenost prema mjestu u kojem žive, ali ujedno i potiče samog čitatelja da razmisli o svom odnosu prema mjestu u kojem živi. Slavonci su stanovnici krasne oaze koja obiluje mnoštvom prirodnih ljepota. Sve u njoj ispunjeno je veličanstvenim i gotovo nestvarnim stvarima i mjestima za koja čovjek nije ni zamislio da postoje u stvarnom životu. Veliki propust ili čak grijeh bio bi da te prirodne ljepote izgube svoju čar i svoju vrijednost zbog nemara običnih ljudi i nestašne naravi.
„Satir iliti divlji čovik“ je prvo djelo hrvatske književnosti sa svjetovnim sadržajem, nastankom svezano za Slavoniju, napisano šezdesetak godina nakon protjerivanja Turaka iz Slavonije. Prvi put je tiskan 1762., bez imena autora, bez naznake mjesta tiskanja (bio je to Dresden) i bez imena štampara. Po opsegu, no ne i po značaju, skromno je to djelo, tiskano u malom formatu, na 82 neoznačene stranice. Jedini sačuvani primjerak nalazi se u Nacionalnoj i sveučilišnoj biblioteci u Zagrebu, kamo je dospio još u XIX. stoljeću iz biblioteke obitelji Brlić iz Slavonskog Broda.
Drugi je put „Satir iliti divlji čovik“ Matije Antuna Reljkovića tiskan („na svitlo dat“) u Osijeku „sa slovih Martina Divalt“ 1779., u osmini, nepagirano (180 str.). Djelo je prošireno s 1938 na 3498 stihova, s predgovorom i nekoliko proznih umetaka: o Novoj Gradiški, o čuvanju šuma, o baronu Ljubibratiću, o poštovanju („štimanju“) težaka, komedija iliti vesela prikaza naravi, tragedija iliti strahovita prikaza naravi

## Sadržaj
Satir iliti divlji čovik je djelo koje se sastoji od 11 pjevanja. Kroz svoj dvostruko satirični spjev, Reljković opisuje i kritizira loše moralne i gospodarske prilike u Slavoniji. Stranice djela otkrivaju iskrenost i zabrinutost pisca zbog teških prilika u Slavoniji nakon oslobođenja od Turaka te njegovu želju da se tako stanje nadvlada. On smatra da se zlo može iskorjeniti samo kroz prosvjetu.
Djelo počinje tako kada Slavonac u šumi počinje sječi drva kada sretne Satira i s njim postane prijatelj.Satir mu opisuje sve njegove propuste i savjetuje kako da ih ispravi. On žestoko kritizira to što Slavonci slabo poznaju svoj jezik i pismo, te ne šalju djecu u školu nego imaju turske kule, a to su: prelo gdje se širi nemoral i kolo gdje se nedjeljom sastaju, pjevaju, plešu, umjesto da se mole bogu, divan gdje muškarci trate vrijeme, zatim moba porilo te rastrošna pirovanja.  Na kraju slijede savjeti zaručniku i zaručnici te upute o gospodarenju. Reljković se u ovom djelu bori protiv praznovjerja i predrasuda, pozivajući sve na zdrav ljudski razum, pa ističući potrebu prosvjete najširih vrsta naroda. Predrasude i zli običaji njemu su trunje i kamenje koje treba ukloniti. On ruši i razgrađuje predrasude i ratove običaje, koji su se ukorjenili u narodu, ka rasadnike svega zla u Slavoniji. A protiv tih pojava, na kojima se osnivao suvremeni život seljaka, stavlja Reljković kao nadu za daljnji opstanak, razvitak i budućnost za najšire slojeve. Pisac je u ovom djelu uvjeren, da ako ljudi nauče čitati i pisati i ako ga škola prosvjeti, time će nestati sva zlodjela i kriva postavljanja ljudi prema životu, u onome što mi predstavljasmo u tom životu. Ovim djelom Reljković pokušava pomoći svakom čovjeku da uvidi kako nas samo kultura održava na životu, kako je škola jedini put da u životu postanemo nešto i obogatimo svoj duh zanimljivim i stvarnim pojavama. Stoga nam dovodi Satira kao pozitivan lik koji ukazuje na naše propuste i na naš nemar. U razgovoru Slavonaca koji je pozvao Satira na objed vidimo na kakve su sve propuste ukazali.

## Opis Slavonca
On zapravo predstavlja sve ljude u Slavoniji koji su nakon oslobođenja od Turaka doživjeli potpun slom u duhu i kulturi, prosvjeti i rodu. To su postali nemarni ljudi koji nisu marili ni za što pa tako ni za izgled svojih kuća, zapuštenost svojih polja i neznanje svoje najmilije i najdraže djece.

## Opis satira
Izmišljeni lik koji je svjestan svega što se u Slavoniji događa, te pokušava pomoći i ukazati na sve propuste. On pokušava probuditi svijest Slavonca da već jednom shvati u kakvom božanstvenom okrugu živi, i kako ga svojim ponašanjem pretvaraju u propast.